# Poręby (powiat bełchatowski)
Poręby (do 2008 Poręby Grocholskie) – wieś w Polsce położona w województwie łódzkim, w powiecie bełchatowskim, w gminie Bełchatów. W latach 1975–1998 miejscowość administracyjnie należała do województwa piotrkowskiego.

## Historia
Do 2007 istniał podział nazw na Poręby Grocholskie i Poręby Bełchatowskie ze względu na kilka domów ze wsi Poręby gdzie granice miasta biegną wzdłuż ul. Wichrowej leżącej już we wsi i ul. Brzozowej. W 2007 roku zniesiono nazwy i pozostało Poręby a oddzielone domy zostały włączone do miasta i os. Zamoście.

## W miejscowości znajduje się
We wsi znajduje się boisko z dobrą murawą i bramkami a teren ogrodzono małym ogrodzeniem na boisku grał i trenował klub sportowy KS Grocholice - Bełchatów a obecnie grają młodziki i starsze osoby oraz rozwijający się w Bełchatowie nowy klub sportowy rugby.

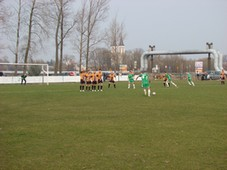
Mecz na boisku w Porębach (w oddali widać ciepłociąg i kościół w Grocholicach)

## Komunikacja
Koło miejscowości przebiega droga wojewódzka nr 484 Buczek – Bełchatów – Kamieńsk, zapewniająca dojazd także do drogi krajowej nr 1.